# Бикбирды
Бикбирды — деревня в Сафакулевском районе Курганской области. Входит в состав Мартыновского сельсовета.

## История
До 1917 года входила в состав Сарт-Калмыкской волости Челябинского уезда Оренбургской губернии. По данным на 1926 год состояла из 96 хозяйств. В административном отношении входила в состав Баязитовского сельсовета Яланского района Челябинского округа Уральской области.

## Население
| 1989 | 2002 | 2010 |
| ---- | ---- | ---- |
| 291  | ↘252 | ↘241 |

По данным переписи 1926 года в деревне проживало 400 человек (196 мужчин и 204 женщины), в том числе: башкиры составляли 87 % населения, русские — 11 %.
Национальный состав
Согласно результатам Всероссийской переписи населения 2002 года, в национальной структуре населения башкиры составляли 93 %.